# Merab Megreladze
Merab Megreladze (Georgisch: მერაბ მეგრელიძე) (Ozoergeti, 26 januari 1956 - Koetaisi, 25 januari 2012)  was voetballer uit Georgië.. Hij speelde als aanvaller in onder meer Georgië, Rusland en Zweden gedurende zijn loopbaan.
Megreladze beëindigde zijn actieve carrière in 1999 in Rusland bij Tsjkalovets Novosibirsk. Hij was tweemaal topscorer van de hoogste divisie in zijn vaderland, de Oemaghlesi Liga (1992-93 en 1993-94). Zijn zoon Giorgi Megreladze werd ook profvoetballer en speelde in 1998 één interland voor het Georgisch voetbalelftal.

## Erelijst
Samgurali Tskhaltubo
- Topscorer Oemaghlesi Liga

1993 (41 goals)
 Margveti Zestafoni
- Topscorer Oemaghlesi Liga

1994 (31 goals)